# Mikael Hellberg
Mikael Peter Hellberg, född 7 mars 1954 i Tyska Sankta Gertruds församling i Stockholm, är en svensk företagsledare.
Mikael Hellberg har arbetat inom näringslivet i många år. Han har varit verkställande direktör för Wasabröd AB 2001–2003 och för Alcro-Beckers AB samt Nordenchef för Procter & Gamble HABC. Inom bryggeribranschen märks posterna som VD för Pripps och för Carlsberg Sverige. År 2016 blev han ordförande i Svenska Förpacknings- och Tidningsinsamlingen (FTI). År 2017 blev han ordförande för branschorganisationen Sveriges Bryggerier.
Han har ett flertal styrelseuppdrag, bland annat för BillerudKorsnäs AB, Delicato Bakverk AB, Berntson Brands AB, Fresk Group AB, FTI AB, InHouse Group Sweden AB och Stiftelsen Einar Belvén.
Mikael Hellberg är son till Bosse Hellberg och Margot, ogift Land, samt gift sedan 1979 med Jill Freitas (född 1957).